# Forcelle di Campello e di Fraile
Forcelle di Campello e di Fraile este o arie protejată (arie specială de conservare — SAC, sit de importanță comunitară — SCI) din Italia întinsă pe o suprafață de 270 ha, integral pe uscat.

## Localizare
Centrul sitului Forcelle di Campello e di Fraile este situat la coordonatele 41°19′40″N 13°36′40″E / 41.327778°N 13.611111°E.

## Înființare
Situl Forcelle di Campello e di Fraile a fost declarat sit de importanță comunitară în iunie 1995 pentru a proteja 1 specie de plante și 13 specii de animale. Situl a fost protejat și ca arie specială de conservare în decembrie 2016.

## Biodiversitate
Situată în ecoregiunea mediteraneană, aria protejată conține 3 habitate naturale: Păduri de fag din Apenini cu Taxus și Ilex, Tufărișuri termo-mediteraneene și de pre-deșert, Pajiști uscate seminaturale și facies de acoperire cu tufișuri pe substraturi calcaroase (Festuco-Brometalia) (* situri importante pentru orhidee).
La baza desemnării sitului se află mai multe specii protejate:
- plante (1): Himantoglossum adriaticum
- păsări (11): fâsă-de-câmp (Anthus campestris), caprimulg (Caprimulgus europaeus), presură de grădină (Emberiza hortulana), șoim călător (Falco peregrinus), rândunică (Hirundo rustica), sfrâncioc roșiatic (Lanius collurio), ciocârlie de pădure (Lullula arborea), muscar sur (Muscicapa striata), mărăcinar negru (Saxicola torquatus), turturică (Streptopelia turtur), Tachymarptis melba
- nevertebrate (2): fluturele auriu (Euphydryas aurinia), Melanargia arge

Pe lângă speciile protejate, pe teritoriul sitului au mai fost identificate 7 specii de plante.